# Olympische Sommerspiele 2012/Teilnehmer (Namibia)
| Gelbes Symbol für Goldmedaillen mit stilisierten Olympischen Ringen | Graues Symbol für Silbermedaillen mit stilisierten Olympischen Ringen | Braundes Symbol für Bronzemedaillen mit stilisierten Olympischen Ringen |
| ------------------------------------------------------------------- | --------------------------------------------------------------------- | ----------------------------------------------------------------------- |
| —                                                                   | —                                                                     | —                                                                       |

Namibia nahm in London an den Olympischen Spielen 2012 teil. Es war die insgesamt sechste Teilnahme an Olympischen Sommerspielen. Das Namibische Nationale Olympisches Komitee nominierte neun Athleten in fünf Sportarten.
Fahnenträgerin bei der Eröffnungsfeier war die Schützin Gaby Ahrens.

## Teilnehmer nach Sportarten

### Boxen
| Athleten         | Wettbewerb              | 1. Runde            | 1. Runde | Achtelfinale  | Achtelfinale  | Viertelfinale | Viertelfinale | Halbfinale    | Halbfinale    | Finale        | Finale        | Rang |
| Athleten         | Wettbewerb              | Gegner              | Ergebnis | Gegner        | Ergebnis      | Gegner        | Ergebnis      | Gegner        | Ergebnis      | Gegner        | Ergebnis      | Rang |
| ---------------- | ----------------------- | ------------------- | -------- | ------------- | ------------- | ------------- | ------------- | ------------- | ------------- | ------------- | ------------- | ---- |
| Männer           |                         |                     |          |               |               |               |               |               |               |               |               |      |
| Jonas Matheus    | Bantamgewicht bis 56 kg | Vittorio Parrinello | 7:18     | ausgeschieden | ausgeschieden | ausgeschieden | ausgeschieden | ausgeschieden | ausgeschieden | ausgeschieden | ausgeschieden | 17   |
| Mujandjae Kasuto | Mittelgewicht bis 75 kg | Sobirdzhon Nazarov  | 11:8     | Zoltán Harcsa | 7:16          | ausgeschieden | ausgeschieden | ausgeschieden | ausgeschieden | ausgeschieden | ausgeschieden | 9    |

### Gewichtheben
| Athleten      | Wettbewerb       | Reißen           | Reißen           | Stoßen           | Stoßen           | Zweikampf        | Zweikampf        | Rang |
| Athleten      | Wettbewerb       | Gewicht          | Rang             | Gewicht          | Rang             | Gewicht          | Rang             | Rang |
| ------------- | ---------------- | ---------------- | ---------------- | ---------------- | ---------------- | ---------------- | ---------------- | ---- |
| Männer        |                  |                  |                  |                  |                  |                  |                  |      |
| Sem Shilimela | Klasse bis 56 kg | nicht angetreten | nicht angetreten | nicht angetreten | nicht angetreten | nicht angetreten | nicht angetreten | –    |

### Leichtathletik
Laufen und Gehen
| Athleten            | Wettbewerb | Vorlauf | Vorlauf | Halbfinale | Halbfinale | Finale        | Finale        | Rang |
| Athleten            | Wettbewerb | Zeit    | Rang    | Zeit       | Rang       | Zeit          | Rang          | Rang |
| ------------------- | ---------- | ------- | ------- | ---------- | ---------- | ------------- | ------------- | ---- |
| Frauen              |            |         |         |            |            |               |               |      |
| Tjipekapora Herunga | 400 m      | 52,31 s | 3       | 52,53 s    | 6          | ausgeschieden | ausgeschieden | 20   |
| Helalia Johannes    | Marathon   | –       | –       | –          | –          | 2:26:02 h     | 12            | 12   |
| Beata Naigambo      | Marathon   | –       | –       | –          | –          | 2:31:12 h     | 38            | 38   |

### Radsport

#### Straße
| Athleten   | Wettbewerb    | Zeit       | Rang       |
| ---------- | ------------- | ---------- | ---------- |
| Männer     |               |            |            |
| Dan Craven | Straßenrennen | aufgegeben | aufgegeben |

#### Mountainbike
| Athleten              | Wettbewerb    | Zeit      | Rang |
| --------------------- | ------------- | --------- | ---- |
| Männer                |               |           |      |
| Marc Bassingthwaighte | Cross-Country | 1:37:17 h | 30   |

### Schießen
| Athleten    | Wettbewerb | Qualifikation | Qualifikation | Finale        | Finale        | Ringe | Rang |
| Athleten    | Wettbewerb | Ringe         | Rang          | Ringe         | Rang          | Ringe | Rang |
| ----------- | ---------- | ------------- | ------------- | ------------- | ------------- | ----- | ---- |
| Frauen      |            |               |               |               |               |       |      |
| Gaby Ahrens | Trap       | 59            | 22            | ausgeschieden | ausgeschieden | 59    | 22   |